# 19 (numero)
Diciannove (cf. latino undeviginti, greco ἐννεκαίδεκα) è il numero naturale dopo il 18 e prima del 20.

## Proprietà matematiche
- È un numero dispari.
- È un numero difettivo.
- È l'ottavo numero primo, dopo il 17 e prima del 23.
- È un numero primo cubano della forma {\displaystyle p=(x^{3}-y^{3})/(x-y),x=y+1}.
- È un numero di Keith.
- È un numero felice.
- È un numero triangolare centrato.
- È un numero esagonale centrato.
- È un numero ottaedrico.
- È un numero strettamente non palindromo con sistema di numerazione posizionale, ma lo è quale numero romano.
- È il terzo numero il cui reciproco decimale è di lunghezza massima, in questo caso 18 cifre: {\displaystyle 1/19=0,052631578947368421}
- Ogni numero naturale è la somma di al più 19 quarte potenze.
- È parte della terna pitagorica (19, 180, 181).
- È un numero intero privo di quadrati.

## Chimica
- È il numero atomico del potassio (K).

## Astronomia
- 19P/Borrelly è una cometa periodica del sistema solare.
- 19 Fortuna è un asteroide della fascia principale battezzato così in onore della dea romana Fortuna.
- M 19 è un ammasso globulare situato nella costellazione dell'Ofiuco.
- NGC 19 è una galassia spirale della costellazione di Andromeda.

## Astronautica
- Cosmos 19 è un satellite artificiale russo.

## Religione

### Islam
- Il numero degli angeli guardiani dell'Inferno secondo il Corano: "Su di esso vi sono diciannove" (74:30), inoltre questo numero viene descritto come "una prova per coloro che non credono" (74:31), un segno per coloro che hanno ricevuto la scrittura in modo che siano "convinti" (74:31), che nei credenti "si rafforzi la fede" (74:31), e a causa del quale "coloro nei cui cuori vi è ipocrisia e i miscredenti diranno 'cosa intendeva Dio con questo esempio?'" (74:31).[1] Il significato di queste frasi pare si riferisca alle varie strutture numerologiche presenti nel testo coranico[2], che sono state scoperte in tempi relativamente recenti grazie all'uso dei computer, inizialmente dal Dr. Rashad Khalifa e successivamente da altri ricercatori.
- Il numero di verso e di capitolo nel Corano in cui un angelo annuncia a Maria la nascita di Gesù (19:19).[3]

## Simbologia

### Smorfia
- Nella smorfia il numero 19 è la risata.

## Automobilismo
- Renault 19, automobile prodotta dalla Renault nei tardi anni ottanta.

## Altri ambiti
- 19 è il numero di anni che fanno parte di un ciclo metonico